# 1990년 한국시리즈
1990년 프로야구 한국시리즈는 10월 24일부터 10월 28일까지 모두 4경기를 치러, LG 트윈스가 삼성 라이온즈를 4승 무패로 누르고 MBC 청룡을 인수하여 창단한 첫 해에 우승을 차지했는데 백인천 당시 LG 감독은 1988년 시즌 후 정동진 당시 코치의 추천을 통해  박영길 감독 후임 물망에 한때 거론됐으나 구단 측의 반대로 무산됐고 정동진 코치가 감독으로 승격했으며 정동진 감독의 친형은   LG(당시 럭키금성)그룹 상무로 근무했었다. 
한국시리즈 MVP는 한국시리즈에서 2승을 거둔 LG 투수 김용수가 차지했다.
한편, 정동진 감독은 1990년 한국시리즈에서 4연패를 당한 데다 사생활 문제로 물의를 일으켰던 황규봉 1군 투수코치의 2군행을 요구한 편송언 사장과의 마찰 탓인지 계약기간을 1년 남겨둔 채 1990년 시즌 후   삼성의 감독직에서 물러났으며 황규봉 코치는 1989년 말 외국 유학을 떠나면서 구단과 작별했고 그 이후 프로야구계와 인연을 끊었으며 은퇴 후 개인사업을 했으나 잇따른 사업 실패 때문에  가족과의 불화가 겹쳐 부산에서 홀로 지낸 데다 경상중학교 때부터 같이 선수 생활을 한 이선희 외엔  대부분의 야구계 인사들과도 연락을 끊었고 이 와중에 병을 키워 허리가 너무 아파 2015년 11월 중순 병원을 찾은 결과 대장암 말기 판정을 받았으며  결국 2016년 1월 18일 별세했는데 황규봉 전 코치의 빈소를 찾은 야구인은 드물기도 했다.

## 정규 시즌
| 순위 | 구단   | 승 | 무 | 패 | 승률 | 승차 |
| ---- | ------ | -- | -- | -- | ---- | ---- |
| 1위  | LG     | 71 | 0  | 49 | .592 | 0.0  |
| 2위  | 해태   | 68 | 3  | 49 | .579 | 1.5  |
| 3위  | 빙그레 | 68 | 2  | 50 | .575 | 2.0  |
| 4위  | 삼성   | 66 | 2  | 52 | .558 | 4.0  |
| 5위  | 태평양 | 58 | 3  | 59 | .496 | 11.5 |
| 6위  | 롯데   | 44 | 5  | 71 | .388 | 24.5 |
| 7위  | OB     | 35 | 5  | 80 | .313 | 33.5 |

## 플레이오프 결과
|               | 승리팀             | 경기 결과 | 상대팀             |
| ------------- | ------------------ | --------- | ------------------ |
| 준 플레이오프 | 삼성 라이온즈(4위) | 2 - 0 - 0 | 빙그레 이글스(3위) |
| 플레이오프    | 삼성 라이온즈(4위) | 3 - 0 - 0 | 해태 타이거즈(2위) |

## 한국시리즈 경기 결과

### 1차전
10월 24일 - 서울종합운동장 야구장
| 팀                                | 1 | 2 | 3 | 4 | 5 | 6 | 7 | 8 | 9 | R  | H  | E |
| 삼성 라이온즈                     | 0 | 0 | 0 | 0 | 0 | 0 | 0 | 0 | 0 | 0  | 4  | 3 |
| LG 트윈스                         | 2 | 0 | 5 | 0 | 1 | 0 | 2 | 3 | X | 13 | 21 | 0 |
| 승리 투수: 김용수 패전 투수: 성준 |   |   |   |   |   |   |   |   |   |    |    |   |

- LG, 한국시리즈 최다점수차 완봉승(13점차)
- LG, 한국시리즈 한경기 최다안타(21)

결과는 21개의 안타잔치를 벌인 LG의 13 대 0 쾌승. 김용수는 8회에 마무리전문 정삼흠에게 마운드를 넘길 때까지 4안타 1포볼 무실점으로 호투, 승리를 낚았다. LG타선은 1회말 2점을 뽑고나서 3회말 11타자가 등장, 집중 7안타 2포볼에 적실까지 곁들여 5점을 추가, 승리를 확실하게 굳혔다. 1회말 무사1, 2루에서 좌전적시타로 선제결승타점을 올린 김상훈은 3회 추가점 우전적시타, 7회말 또다시 중전적시타를 쳐내는 등 4타수 3안타 3타점으로 맹위를 떨쳤다. LG는 창단 첫 포스트시즌 승리를 하였다.

### 2차전
10월 25일 - 서울종합운동장 야구장
| 팀                                                                | 1 | 2 | 3 | 4 | 5 | 6 | 7 | 8 | 9 | 10 | 11 | R | H  | E |
| 삼성 라이온즈                                                     | 1 | 0 | 0 | 0 | 0 | 1 | 0 | 0 | 0 | 0  | 0  | 2 | 8  | - |
| LG 트윈스                                                         | 0 | 0 | 1 | 0 | 0 | 0 | 0 | 0 | 1 | 0  | 1x | 3 | 11 | - |
| 승리 투수: 정삼흠 패전 투수: 이태일 홈런: 삼성 – 박승호(6회 솔로) |   |   |   |   |   |   |   |   |   |    |    |   |    |   |

LG는 전혀 예상치 않았던 김영직의 활약 덕분에 승리를 낚았다. 삼성은 9회초까지도 박승호의 2타점 활약과 선발 김성길을 3회부터 구원 등판한 고졸 2년생 김상엽의 눈부신 호투에 힘입어 2 대 1로 앞서나가며 전날의 패배를 설욕하기 일보 직전에 다다랐다. 그러나 운명의 9회말. 무사 1,2루의 위기에서 LG 트윈스의 간판 타자 김상훈을 병살로 처리하며 승리의 여신은 거의 삼성 쪽으로 기운듯해 보였다. 그렇지만 LG 트윈스에는 찬스에 유난히도 강한 '영감' 김영직이 타석에 들어섰고, 김상엽을 중전적시타로 두들겨 극적인 동점을 뽑아냈다. 김상엽은 마지막 한 타자를 처리하는데 실패하며 한국시리즈 최연소 승리투수의 기회를 놓치게 된다.
김영직은 다시 한번 연장 11회말에 1사만루에서 정윤수로부터 8구만에 밀어내기 포볼을 골라 3 대 2 역전승을 이끌어냈다. 김영직은 정규시즌에는 주전자리조차 제대로 확보하지 못하고 있던 처지였으나 백인천은 삼성이 언더핸드스로 투수를 선발로 기용할 것으로 예측, 찬스에 강한 김영직을 4번타순에 기용한 것이 그대로 적중했다.

### 3차전
10월 27일 - 대구시민운동장 야구장
| 팀                                                                             | 1 | 2 | 3 | 4 | 5 | 6 | 7 | 8 | 9 | R | H | E |
| LG 트윈스                                                                      | 0 | 3 | 0 | 0 | 0 | 0 | 0 | 0 | 0 | 3 | 6 | 2 |
| 삼성 라이온즈                                                                  | 0 | 0 | 0 | 0 | 0 | 0 | 0 | 0 | 2 | 2 | 5 | 0 |
| 승리 투수: 김기범 패전 투수: 성준 세이브: 정삼흠 홈런: 삼성 – 이만수(9회 투런) |   |   |   |   |   |   |   |   |   |   |   |   |

LG 김기범-삼성 성준의 선발대결 속에 LG는 2회초 무사만루 찬스에서 신인 이병훈이 원바운드로 3루수 머리를 넘어가는 2타점 좌전적시타를 터뜨렸고 릴리프 이태일을 상대로 대타로 나선 김영직이 좌익수 희생플라이로 1타점을 올려 3-2로 승리, 시리즈 우승까지 1승 앞으로 다가섰다. 삼성은 7회말부터 구원에 나선 정삼흠을 상대로 9회말 이만수가 2점홈런을 빼앗았으나 승부와는 관계없이 낙담과 흥분이 교차한 대구관중들을 달래는 효과밖에 없었다.

### 4차전
10월 28일 - 대구시민운동장 야구장
| 팀                                  | 1 | 2 | 3 | 4 | 5 | 6 | 7 | 8 | 9 | R | H  | E |
| LG 트윈스                           | 0 | 0 | 4 | 0 | 2 | 0 | 0 | 0 | 0 | 6 | 13 | 0 |
| 삼성 라이온즈                       | 0 | 0 | 0 | 0 | 2 | 0 | 0 | 0 | 0 | 2 | 6  | 1 |
| 승리 투수: 김용수 패전 투수: 김상엽 |   |   |   |   |   |   |   |   |   |   |    |   |

1차전 승리투수 김용수를 다시 앞세운 LG는 3회초 김영직의 선제타점 우전적시타 등 집중 5안타로 4점을 벌어 일찌감치 승기를 잡고 5회초 2점을 보태는 등 전원안타(13안타)를 기록하며 6 대 2로 이겨 적지에서 헹가래를 쳤다. 한국시리즈에서 전원안타를 기록한 것은 1987년 10월 25일 4차전에서 해태가 삼성을 상대로 기록한 이후 두 번째였다.

## 방송 중계

### TV
| 방송 채널 | 캐스터(한국시리즈 차전) | 해설위원 | 비고 |
| --------- | ----------------------- | -------- | ---- |
| KBS 1TV   | 이장우(2), 정도영(4)    | 하일성   |      |
| MBC TV    | 임주완(1), 양진수(3)    | 김소식   |      |

### 라디오
| 방송 채널     | 캐스터(한국시리즈 차전) | 해설위원 | 비고 |
| ------------- | ----------------------- | -------- | ---- |
| KBS 제1라디오 | 불명(1), 불명(3)        | 하일성   |      |
| MBC 표준FM    | 송인득(2), 고창석(4)    | 김소식   |      |